# Ebulobo
L'Ebulobo est un stratovolcan d'Indonésie situé sur l'île de Florès. Il culmine à environ 2 124 mètres d'altitude.